# Филип I фон Баден
Филип I фон Баден (на немски: Philipp I; * 6 ноември 1479, † 17 септември 1533) e от 1515 г. маркграф на Баден и от 1524 до 1527 г. имперски упрравител. Той произлиза от фамилията Дом Баден, които произлизат от род Церинги.

## Живот
Филип е петият син от петнадесетте деца на маркграф Кристоф I фон Баден († 19 март 1527) и на Отилия фон Катценелнбоген (* вер. 1451, † 15 август 1517), единственото дете на граф Филип фон Катценелнбоген Младши и съпругата му Отилия фон Насау-Диленбург (* 1437, † 1493).
Той е определен от баща му за негов наследник. Заплануваната женитба с Йохана (* ок. 1485, † 1543), дъщеря и наследничка на маркграф Филип фон Хахберг-Заузенберг († 1503) се проваля заради несъгласието на френския крал и тя се омъжва през 1504 г. за граф Луи дьо Орлеан-Лонгевил († 1516), граф на Нойенбург.
Филип участва на френска страна в италианските войни (1499 – 1504). През 1501 г. той командва един кораб на френската помощна флота, която помага на Венеция в боевете против турците.
Филип I се жени на 3 януари 1503 г. в Хайделберг за принцеса Елизабет фон Пфалц (* 16 ноември 1483, † 24 юни 1522), вдовицата на Вилхелм III († 17 февруари 1500), ландграф на Горен Хесен. Тя е дъщеря на курфюрст Филип от Пфалц (1448 – 1508) от Вителсбахите и Маргарета Баварска (1456 – 1501), дъщеря на херцог Лудвиг IX Богатия.
Той умира през 1533 г. без мъжки наследници. От неговите шест деца оживява само едната му дъщеря Мария Якобеа (1507 – 1580), която от 3 януари 1522 г. е омъжена за херцог Вилхелм IV от Бавария († 1550). Братята му Ернст и Бернхард III си разделят неговите собствености и се създават маркграфствата Баден-Дурлах и Баден-Баден, които съществуват до сливането им отново през 1771 г. Другите му братя са духовници.
Неговият гроб се намира в църквата Баден-Баден.